# Іллюшко Михайло Анатолійович
Миха́йло Анато́лійович Іллю́шко — сержант Збройних сил України. Народився 21 листопада 1982 року у селі Наумівка Корюківського району Чернігівської області.

## Життєпис
Працював монтажником вентиляційних систем та кондиціювання. Мобілізований в серпні 2014 року. Взимку, в складі 93-ї окремої механізованої бригади, як командир танка брав участь у боях за Авдіївку, Піски та Донецький аеропорт.
2 січня 2015-го перебував на бойовому посту, терористи вчинили чергову атаку. Куля пройшла під бронежилетом навиліт. Отримав контузію. Лікувався в Дніпропетровському госпіталі. На його одужання чекали дружина з сином, батьки та брат. Отримав інвалідність. Внаслідок постійного погіршення здоров'я, помер 27.04.2020 року. Похований у рідному селі Наумівка.

## Нагороди та вшанування
За особисту мужність і героїзм, виявлені у захисті державного суверенітету та територіальної цілісності України, вірність військовій присязі під час російсько-української війни, відзначений — нагороджений
- 13 серпня 2015 року — орденом «За мужність» III ступеня[1].